# اطلس (ربات)
اطلس (به انگلیسی: Atlas) یک ربات انسان‌نما است که توسط شرکت بوستون داینامیکس و با سرمایه‌گذاری و نظارت آژانس پروژه‌های پژوهشی پیشرفتهٔ دفاعی آمریکا یا دارپا که یکی از دپارتمان‌های وزارت دفاع ایالات متحده آمریکا است ساخته شده و در سال ۲۰۱۳ از آن رونمایی شد. این ربات قادر به انجام ماموریت‌های بسیاری در عملیات امداد و نجات می‌باشد و ارتفاع آن ۱٫۸ متر می‌باشد. این ربات می‌تواند با حفظ تعادل پشتک بزند.

## طراحی و ساخت
طراحی و ساخت اطلس توسط شرکت بوستون داینمیکس و با نظارت و بودجه آژانس پروژه‌های پژوهشی پیشرفتهٔ دفاعی آمریکا (دارپا) انجام شده‌است. یکی از دست‌های ربات توسط آزمایشگاه ملی سندیا طراحی شده در حالیکه دست دیگر ربات توسط شرکت iRobot طراحی و ساخته شده‌است. این ربات بر اساس ربات قدیمی تر شرکت بوستون داینمیکس به نام PETMAN ساخته شده‌است و دارای چهار عضوبدن با محرک هیدرولیکی می‌باشد.

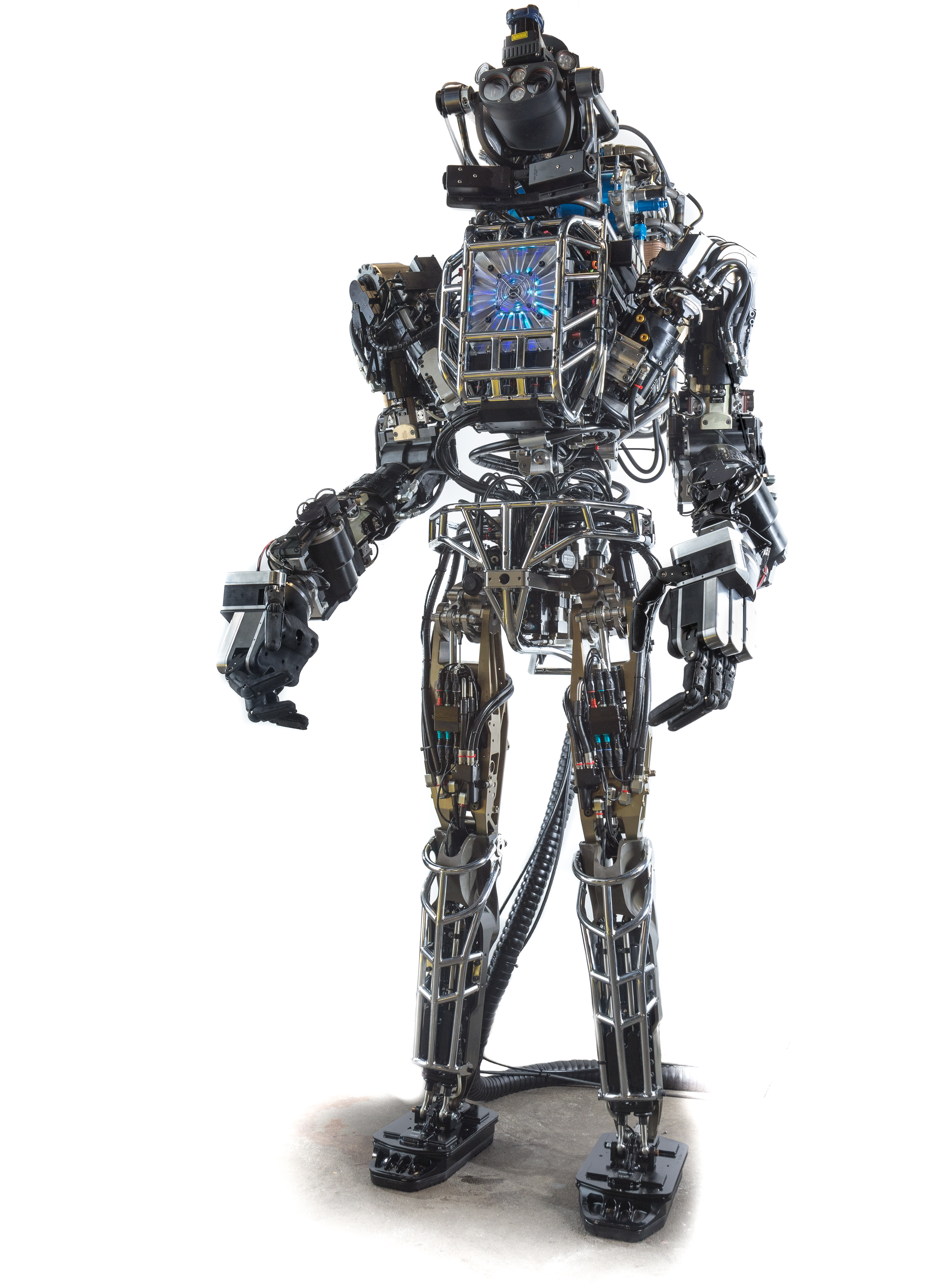
بدون پوسته از روبرو